# خط طول 59° شرق
خط طول 59° شرق هو أحد خطوط الطول الجغرافية، والتي تمتد من القطب الشمالي الجغرافي إلى القطب الجنوبي الجغرافي، وحسب التحويل الزمني يتقدم خط طول 59° شرق عن خط غرينتش بـ3 ساعات و56 دقيقة.

## من القطب إلى القطب
ينطلق خط طول 59° شرق من القطب الشمالي نحو القطب الجنوبي مرورا بالمناطق التي ترد في الجدول التالي:
| الإحداثيات                         | البلد أو الإقليم أو البحر | ملاحظات |
| ---------------------------------- | ------------------------- | --- |
| 90°0′N 59°0′E / 90.000°N 59.000°E  | المحيط المتجمد الشمالي    | |
| 81°51′N 59°0′E / 81.850°N 59.000°E | روسيا                     | جزر جزيرة رودولف, جزيرة رينر [لغات أخرى]‏, جزيرة فينر نويشتاد [لغات أخرى]‏, جزيرة هول و Salm, أرخبيل فرنسوا جوزيف |
| 79°58′N 59°0′E / 79.967°N 59.000°E | بحر بارنتس                | |
| 75°55′N 59°0′E / 75.917°N 59.000°E | روسيا                     | جزيرة سيفيرني, نوفايا زيمليا                                                                                    |
| 74°20′N 59°0′E / 74.333°N 59.000°E | بحر كارا                  | |
| 70°27′N 59°0′E / 70.450°N 59.000°E | روسيا                     | جزيرة فايغاش |
| 69°54′N 59°0′E / 69.900°N 59.000°E | بحر بارنتس                | بحر بيتشورا |
| 69°18′N 59°0′E / 69.300°N 59.000°E | روسيا                     | Dolgiy Island                                                                                                   |
| 69°17′N 59°0′E / 69.283°N 59.000°E | بحر بارنتس                | بحر بيتشورا |
| 68°59′N 59°0′E / 68.983°N 59.000°E | روسيا                     | |
| 50°42′N 59°0′E / 50.700°N 59.000°E | كازاخستان                 | |
| 45°25′N 59°0′E / 45.417°N 59.000°E | أوزبكستان                 | |
| 42°31′N 59°0′E / 42.517°N 59.000°E | تركمانستان                | |
| 37°37′N 59°0′E / 37.617°N 59.000°E | إيران                     | |
| 25°25′N 59°0′E / 25.417°N 59.000°E | خليج عمان                 | |
| 23°8′N 59°0′E / 23.133°N 59.000°E  | عُمان                      | |
| 21°13′N 59°0′E / 21.217°N 59.000°E | المحيط الهندي             | مرورا بشرق ولاية مصيرة, عُمان                                                                                    |
| 60°0′S 59°0′E / 60.000°S 59.000°E  | المحيط الجنوبي            | |
| 67°13′S 59°0′E / 67.217°S 59.000°E | القارة القطبية الجنوبية   | الإقليم الأسترالي في القارة القطبية الجنوبية, المطالب الإقليمية بالقارة القطبية الجنوبية by أستراليا            |
| 67°20′S 59°0′E / 67.333°S 59.000°E | المحيط الجنوبي            | |
| 67°23′S 59°0′E / 67.383°S 59.000°E | القارة القطبية الجنوبية   | الإقليم الأسترالي في القارة القطبية الجنوبية, المطالب الإقليمية بالقارة القطبية الجنوبية by أستراليا            |